# Franklin Grove (Illinois)
Franklin Grove est un village du comté de Lee dans l'Illinois, aux États-Unis,. Situé au nord du comté, il est incorporé le 10 octobre 1872.

## Démographie
Lors du recensement de 2010, le village comptait une population de 1 021 habitants. Elle est estimée, en 2016, à 958 habitants.

### Source de la traduction
- (en) Cet article est partiellement ou en totalité issu de l’article de Wikipédia en anglais intitulé « Franklin Grove, Illinois » (voir la liste des auteurs).